# Marisca
La marisca (che gli autori anglosassoni definiscono skin tag) è una masserella di cute che protrude dalla superficie dell'ano o della regione perianale. È sostanzialmente un esubero di pelle della regione anale, non dolente e non patologica, che si forma a seguito di esiti traumatici. Viene considerata il corrispondente del "nodulo sentinella" per la ragade anale. Come altri disturbi anorettali risulta piuttosto comune e deve essere differenziata da altre condizioni quali emorroidi interne ed esterne, ragadi, ascessi anali, fistole ed altre condizioni, che richiedono un diverso approccio e trattamento.

## Eziologia
Può essere la conseguenza di un prolasso emorroidario, ma talvolta si viene a formare a causa dell'intervento chirurgico effettuato con la finalità della riduzione del prolasso stesso. Non è ancora chiaro quale metodica di emorroidectomia esponga ad un minor rischio di sviluppare una marisca.

In alcuni soggetti il disturbo può essere conseguenza di un processo tromboflebitico.

## Sintomatologia
Il disturbo non è una vera patologia e nella maggior parte dei pazienti non presenta alcun particolare sintomo. Tendenzialmente quindi una marisca non crea particolari problemi, ma solo un fastidioso senso di disagio. Talvolta tuttavia la formazione può tendere ad irritarsi e causare una sensazione di prurito o di lieve dolore. Raramente, in relazione alle dimensioni raggiunte, la marisca può essere causa di ano umido o dermatiti perianali.

## Diagnosi
È clinica e si basa sulla osservazione, nel corso dell'esame obiettivo focalizzato sulla regione anale, della formazione cutanea sporgente al di fuori dell'ano.
Secondo alcuni autori le marische potrebbero essere rimosse e quindi sottoposte a biopsia, utilizzandole come un indicatore semplice, utile ed efficace per rilevare modifiche suggestive di malattia di Crohn. Ciò nonostante, questo indicatore sarebbe spesso trascurato dagli stessi gastroenterologi.

## Trattamento
In alcuni soggetti l'applicazione di unguento a base di nitroglicerina (in genere a concentrazione dello 0,2-0,4%) oppure di nifedipina/lidocaina, applicato sul contorno dell'ano, favorisce un'azione rilassante della muscolatura liscia periferica e permette una riduzione transitoria della pressione dello sfintere anale a riposo. Queste azioni combinate possono ridurre il fastidio correlato ad un'associata ragade anale.
Generalmente non viene consigliato alcun tipo di trattamento chirurgico per la rimozione della marisca.
Nel caso si intenda procedere comunque in tal senso per motivi estetici, l'asportazione può risultare estremamente agevole se la formazione è totalmente esterna allo sfintere anale. 
In rari casi la chirurgia può esporre a possibili complicazioni (in particolare incontinenza fecale di vario grado).
Molti chirurghi preferiscono procedere alla rimozione delle marische ricorrendo alla tecnica della elettrocoagulazione, cioè una metodica che si avvale di un elettrobisturi tramite il quale si provvede alla "bruciatura" della pelle in eccesso, previa anestesia locale.